# Anna Kotočová
Anna Kotočová roz. Janoštinová (* 6. dubna 1968 Trstená) je československá hráčka basketbalu. Je vysoká 189 cm. Je zařazena na čestné listině mistrů sportu. V roce 2000 Slovenskou basketbalovou asociací byla vyhlášena za vítěze ankety o nejlepší hráčku basketbalu Slovenska 20. století.

## Sportovní kariéra
Patřila mezi opory basketbalového reprezentačního družstva Československa, za které v letech 1984 až 1992 hrála celkem 203 utkání a má významný podíl na dosažených sportovních výsledcích. Zúčastnila se dvakrát Olympijských her 1988 (Soul, Jižní Korea) – 8. místo, 1992 (Barcelona, Španělsko) – 6. místo, dvakrát kvalifikace na Olympijské hry 1988 (Malajsie) – 5. místo a 1992 (Vigo, Španělsko) – postup na OH 1992, dvou Mistrovství světa 1986 Moskva – 4. místo a 1990 Kuala Lumpur, Malajzie – 4. místo, tří Mistrovství Evropy 1985 v Itálii – 4. místo, 1987 ve Španělsku – 4. místo, 1989 v Bulharsku – 2. místo, na nichž získala stříbrnou medaili za druhé místo v roce 1989. Na Mistrovství Evropy juniorek do 18 let v roce 1984 (Španělsko) s družstvem Československa získala bronzovou medaili za třetí místo. Za reprezentační družstvo Slovensko hrála na Olympijských hrách 2000 (Sydney, Austrálie) – 7. místo, na dvou Mistrovství světa 1994 (Sydney, Austrálie) – 5. místo a 1998 (Berlín, Německo) – 8. místo, na pěti Mistrovství Evropy 1993 (Perugia, Itálie) – 3. místo, 1995 (Praha) – 4. místo, 1997 (Budapešť, Maďarsko) – 2. místo, 1999 (Poznaň, Polsko) – 4. místo a 2001 – semifinálová část.
V Evropských pohárech klubů hrála Ronchetti Cup 2 ročníky 1988-1990 za Slavia Banská Bystrica (1990 čtvrtfinálová skupina), 3 ročníky 1991-1994 za Basket Astarac Mirande (Francie) a 2 ročníky 1994-1996 za CJM Bourges Basket (vítěz poháru 1995). Dále hrála 5 ročníků Euroligy žen 1996-2001 za CJM Bourges Basket s nímž byla vítězem Euroligy 1997, 1998 a 2001 a finalistou (2. místo) v roce 2000.
V československé basketbalové lize žen hrála celkem 6 sezón (1984-1990) za družstvo Slavia PF Banská Bystrica, s nímž získala titul mistra Československa 1990 a dva tituly vicemistra (1988, 1989) a jedno čtvrté místo (1986). V letech 1986-1989 byla čtyřikrát vybrána do nejlepší pětice hráček československé ligy. Je na 34. místě v dlouhodobé tabulce střelkyň československé basketbalové ligy žen za období 1963-1993 s počtem 2613 bodů. Byla na 2. místě ankety o najlepší basketbalistku Slovenska za rok 1986, vítězem ankety v letech 1987, 1988, 1997, 2000.. V zahraničí hrála ve Francii za kluby Basket Astarac Mirande (1990-1994) a CJM Bourges Basket (1994-2001), se kterým byla 6× mistrem Francie (1995 až 2000).

## Sportovní statistiky

### Kluby
- IŠS (Internátní sportovní škola) Banská Bystrica, v Holandsku vítěz na evropských středoškolských hrách
- 1984-1990 Slavia PF Banská Bystrica, celkem 3 medailová umístění: mistryně Československa 1990, 2× vicemistryně Československa (1988, 1989), 1× 4. místo (1987), 2× 6. místo (1985, 1986)
- 1985-1989: nejlepší pětka hráček ligy – zařazena 4×: 1985-1989
- 1990-1994 Basket Astarac Mirande (Francie)
- 1994-2001 CJM Bourges Basket (Francie), 5× mistr Francie (1995-2000)

### Evropské poháry
- FIBA Ronchetti Cup
  - 1988-1990 Slavia PF Banská Bystrica, 2 ročníky – 1990 ve čtvrtfinálové skupině
  - 1991-1993 Basket Astarac Mirande (Francie), 2 ročníky – 1992 (30 bodů /1 zápas), 1993 (51 /3)
  - 1994-1996 CJM Bourges Basket (Francie), 2 ročníky – 1995 (158 /15 ), 1996 (188 /14), vítěz poháru Ronchetti 1995
- FIBA Euroliga v basketbale žen – 3× vítěz Euroligy (1997, 1998, 2001), finalista – 2. místo (2000)
  - 1996-2001 CJM Bourges Basket (Francie), 5 ročníků – 1997 (253 /18), 1998 (237 /18), 1999 (214 /17 ), 2000 ( 119 /13), 2001 (130 /17)

### Československo
- Kvalifikace na Olympijské hry 1988 (Malajsie) 5. místo (112 bodů /11 zápasů), 1992 (Španělsko) postup na OH (65 /8), celkem 177 bodů /19 zápasů
- Olympijské hry 1988 Soul (53 /5) 8. místo, 1992 Barcelona (34 /5) 6. místo, celkem 87 bodů /10 zápasů
- Mistrovství světa: 1986 Moskva (55 /7 zápasů) 4. místo, 1990 Kuala Lumpur, Malajzie (33 /8, nejlepší střelkyně) 4. místo, celkem 88 bodů /15 zápasů
- Mistrovství Evropy: 1985 Vicenza, Itálie (23 /3) 4. místo, 1987 Cadiz, Španělsko (99 /7, nejlepší střelkyně) 4. místo, 1989 Varna, Bulharsko (49 /5) 2. místo, celkem na ME 171 bodů /15 zápasů
- 1984-1992 celkem 203 mezistátních zápasů, na 9 OH, MS a ME celkem 523 bodů v 59 zápasech a jedna stříbrná medaile z ME 1989
- Mistrovství Evropy juniorek do 18 let: 1984, Španělsko (44 /6), 3. místo, bronzová medaile
- Titul mistryně sportu
- 2000 – Vítěz ankety o nejlepší hráčku basketbalu Slovenska 20. století

### Slovensko
- Ankety o najlepší basketbalistku Slovenska – vítěz ankety v letech 1987, 1988, 1997, 2000, 2. místo za rok 1986
- Olympijské hry 2000 Sydney, Austrálie (44 /5) 7. místo,
- Mistrovství světa: 1994 Sydney, Austrálie (45 /8 zápasů) 5. místo, 1998 Berlín, Německo (108 /9) 8. místo
- Mistrovství Evropy: 1993 Perugia, Itálie (35 /5 ) 3. místo, 1995 Brno (53 /8) 4. místo, 1997 Budapešť, Maďarsko (56 /8 ) 2. místo, 1999 Poznaň, Polsko (48 /8) 4. místo a 2001 – semifinálová část (16 /2) 1. místo ve skupině A.